# Paeküla
Paeküla – wieś w Estonii, w prowincji Rapla, w gminie Märjamaa.